# Sonmiani Flight Test Range
Koordinaten: 25° 12′ 0″ N, 66° 45′ 0″ O
Die Sonmiani Flight Test Range ist ein Startplatz für Höhenforschungsraketen in Pakistan.
Das heute etwa 200 ha umfassende Gelände liegt etwa 40 Kilometer nordwestlich von Karatschi im Distrikt Lasbela, Provinz Belutschistan, und wird von der pakistanischen Space and Upper Atmosphere Research Commission (SUPARCO) betrieben. Das Zentrum wurde von der NASA entworfen und gebaut. Die Anlagen wurden am 7. Juni 1962 mit dem Start einer Höhenforschungsrakete vom Typ Nike Cajun in Betrieb genommen, wobei eine Höhe von 126 km erreicht wurde.